# Sul Espírito-Santense
Sul Espírito-Santense è una mesoregione dello Stato dell'Espírito Santo in Brasile.

## Microregioni
È suddivisa in 3 microregioni:
- Alegre
- Cachoeiro de Itapemirim
- Itapemirim